# Actenicerus siaelandicus
Espèce
Actenicerus siaelandicus (ou sjaelandicus) est une espèce d'insectes coléoptères de la famille des élatéridés (taupins) appartenant au genre Actenicerus. L'espèce a été décrite par Otto Friedrich Müller en 1764. On la rencontre dans la zone paléarctique et la zone néarctique. Elle est présente dans presque toute l'Europe.

## Description
Les imagos atteignent une longueur de 10 à 17 millimètres. Ils sont de couleur brunâtre avec des taches cendrées et leur tégument est recouvert d'une dense pilosité grisâtre. Le dessous du corps est plus clair. Les antennes comportent onze articles. Elles sont relativement courtes et n'atteignent pas la longueur du pronotum. Les élytres sont fortement chitineux et de forme allongée. Les pattes sont brunes terminées par deux griffes.

## Écologie
Les adultes se rencontrent du mois de mai au mois d'août, surtout dans des prés humides, au bord des mares et dans des milieux relativement humides. Ils apprécient les laîches.